# 天津村 (新潟県)
天津村（あまつむら）は、かつて新潟県三島郡にあった村。

## 沿革
- 1889年（明治22年）4月1日 - 町村制施行に伴い三島郡蓮花寺村、中永村、上条村、逆谷村、気比宮村が合併し、天津村が発足。
- 1901年（明治34年）11月1日 - 三島郡大都村と合併し、大津村となり消滅。